# Rikard Wolff

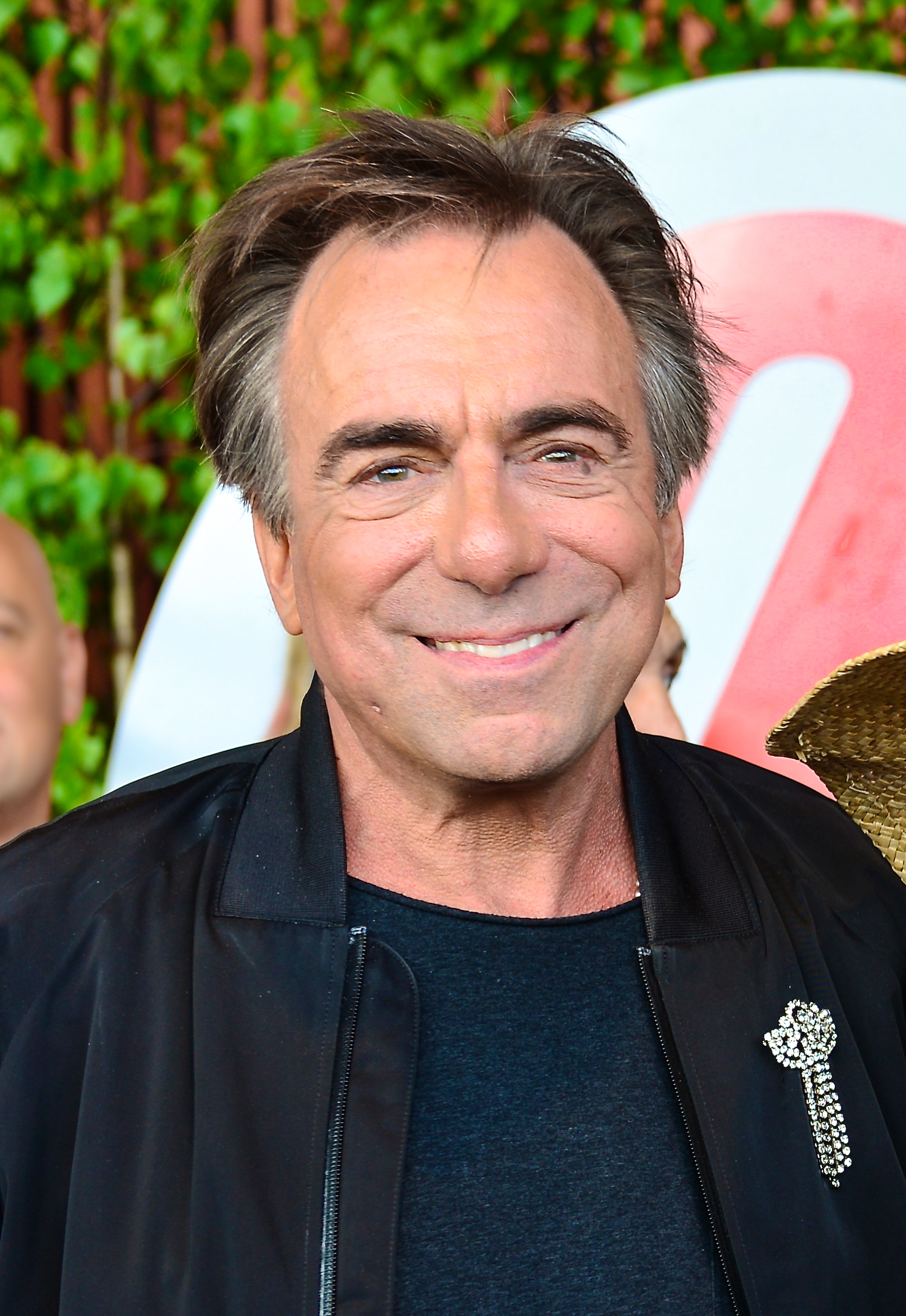
Rikard Wolff (2013)

Jan Rikard Wolff (* 8. April 1958 in Farsta; † 17. November 2017 in Schweden) war ein schwedischer Musiker, Sänger und Schauspieler.

## Leben
Wolf war als Schauspieler in verschiedenen schwedischen Fernsehproduktionen tätig. Zudem trat er als Theaterschauspieler in verschiedenen Theaterproduktionen auf. 1992 spielte er an der Seite von Helena Bergström in dem Film Änglagård („Fannys Farm“). Er war 2013 Teilnehmer am Melodifestivalen. Als Sänger veröffentlichte er verschiedene Musikwerke. 2001 gewann er den Grammis für sein Lied Min allra största kärlek. Mit der Journalistin Stina Gardell hatte er eine Tochter. Später im Leben outete er sich als homosexuell.

## Filmografie (Auswahl)
- 1988: Livsfarlig film
- 1990: Blankt vapen
- 1990: Den svarta cirkeln (TV-Serie)
- 1990: Honungsvargar
- 1992: Jönssonligan & den svarta diamanten
- 1992: House of Angels
- 1994: Zorn
- 1994: Änglagård – andra sommaren
- 1994: Der König der Löwen (Schwedische Stimme von Scar)
- 1998: Das Glück kommt morgen (Under solen, Erzähler im Original)
- 2000: Vägen till El Dorado
- 2000: Gossip
- 2001: Så vit som en snö
- 2004: Tre solar
- 2008: Angel
- 2010: Så olika
- 2010: Änglagård – tredje gången gillt
- 2010: Alice i underlandet
- 2015: Eine schöne Bescherung (En underbar jävla jul)
- 2017: Jakten på tidskristallen

## Diskografie

### Alben
| Jahr | Titel                                           | Höchstplatzierung, Gesamtwochen, AuszeichnungChartsChartplatzierungen (Jahr, Titel, Platzierungen, Wochen, Auszeichnungen, Anmerkungen) | Anmerkungen |
| Jahr | Titel                                           | SE | Anmerkungen |
| ---- | ----------------------------------------------- | --- | ----------- |
| 1995 | Pojken på månen                                 | SE6 Gold · (26 Wo.)SE |             |
| 1997 | Stjärnklara nätter                              | SE4 (9 Wo.)SE |             |
| 2000 | Min allra största kärlek                        | SE38 (7 Wo.)SE |             |
| 2003 | Du får mig (om jag får dig)                     | SE33 (6 Wo.)SE |             |
| 2004 | Chanson suicide                                 | SE58 (1 Wo.)SE |             |
| 2005 | Allt du kan önska! Det bästa från: Rikard Wolff | SE19 (9 Wo.)SE |             |
| 2009 | Tango                                           | SE27 (3 Wo.)SE |             |
| 2013 | Första lågan                                    | SE4 (3 Wo.)SE |             |

Weitere Alben
- 1991: Recital
- 2001: Desemberbarn (gemeinsam mit der Norwegerin Kari Bremnes)

### Singles
| Jahr | Titel Album     | Höchstplatzierung, Gesamtwochen, AuszeichnungChartsChartplatzierungen (Jahr, Titel, Album, Platzierungen, Wochen, Auszeichnungen, Anmerkungen) | Anmerkungen |
| Jahr | Titel Album     | SE | Anmerkungen |
| ---- | --------------- | --- | ----------- |
| 1995 | Pojken på månen | SE33 (8 Wo.)SE |             |

## Auszeichnungen und Preise (Auswahl)
- 2001: Grammis für Min allra största kärlek [1]